# Коурак
Коурак — село в Тогучинском районе Новосибирской области. Административный центр Коуракского сельсовета.

## География
Село Коурак расположено в отрогах Салаирского кряжа на берегу одноимённой реки Коурак, которая в черте села впадает в реку Тарсьма (приток Ини). Село находится в 120 километрах к востоку от Новосибирска, в 53 километрах к юго-востоку от районного центра, города Тогучин, в 22 километрах от границы с Кемеровской областью. В 2 километрах от Коурака проходит автомобильная дорога «Новосибирск — Ленинск-Кузнецкий».

## Население
| 2002 | 2007  | 2010 |
| ---- | ----- | ---- |
| 1054 | ↘1049 | ↘861 |

## История
Село было основано в 1643 году. Население села пополнялось за счёт крестьян, укрывавшихся от налогов и призыва в армию, старообрядцев, переселенцев из Верхотурского, Тобольского и Тарского уездов.
Название села Коурак произошло от названия протекающей рядом реки. Слово «Коурак» произошло от татарского слова кай-рак — «точило». По одной из версий такое название река получила из-за наличия на её берегах точильного камня..
В XIX веке село Коурак входило в состав Кузнецкого уезда Томской губернии, в 1913 году стало центром Коуракской волости Кузнецкого уезда. В июне 1921 года Коуракская волость вошла в состав Новониколаевского уезда Томской губернии, а позднее в этом же году — в состав выделившейся Новониколаевской губернии.
В 1846 году в центре Коурака была построена деревянная церковь, которая также обслуживала близлежащие деревни. Перед революцией в Коураке было 1000 дворов, в том числе большие дома местных богачей Вахова и Пяткина, приехавших из Тюменского уезда в возрасте 25-35 лет. Они обогатились на торговле крестиками, деревянными солонками, воском, мясом, кожей, маслом, пшеницей. Населения считалось зажиточным, ежегодно проводились ярмарки, насчитывалось четыре кабака. В Коураке имелось две школы: церковно-приходская и начальная, попечителем которой был купец Вахов. При этом уровень грамотности населения составлял всего 1 %.
Советская власть в Коураке была установлена 17 апреля 1918 года. В селе был создан Совет крестьянских депутатов, руководителями которого стали М. И. Жокин, М. И. Замков, С. М. Колягин, П. Краев. 1 мая 1918 года в селе прошла первая крестьянская демонстрация, а летом появился комитет бедноты.
В ноябре 1918 года в селе была установлена власть Колчака. В апреле 1919 года в селе на реке Тарсьма была расстреляна группа большевиков и сочувствующих им крестьян. Советская власть в селе была восстановлена в декабре 1919 года.
В ходе Гражданской войны были расстреляны купцы Вахов и Пяткин.
Весной 1920 года была организована коммуна «Пламя», которая через некоторое время получила первый трактор «Фордзон». Первыми трактористами стали Фёдор Журавлев и Анастасия Фоминцева.
По данным Всесоюзной переписи населения 1926 года в селе Коурак насчитывалось 576 хозяйств, в которых проживало 2527 человек. В селе располагались райисполком и сельсовет.
В 1932 году в ходе коллективизации в Коураке образовано пять артелей: «Красный партизан», «Пятилетку в четыре года», «14 лет Октября», им. Котовского и «Смелый партизан», которые в 1950 году объединились в один колхоз «Красный партизан». В это же время организована Коуракская машинно-тракторная станция, которая также обслуживала несколько прилегающих деревень.
В 1963 году колхоз имени Красных партизан объединился с колхозом «Гигант» села Юрты в одно хозяйство, председателем которого стал Ф. Г. Соруков.
Постановлением главы администрации Тогучинского района № 73 от 5 февраля 1993 года колхоз имени Красных партизан переименован в сельскохозяйственный производственный кооператив «Притаежное».
Во второй половине XX века в селе были построены новые жилые дома, Дом культуры, школа, детский сад, участковая больница, аптека, магазин, отделение связи, сберкассы, завод комбикормов, сушилка, мастерские, гараж.

## Транспорт
Село связано автобусным сообщением с городами Новосибирск, Новокузнецк, Ленинск-Кузнецкий, Тогучин.

## Достопримечательности
- Памятник в честь борцов за Советскую власть, погибших в годы Гражданской войны. Памятник установлен в 1971 году, его автором является П. Дьяков.[4]
- Лиственничный лес в двух километрах к северо-западу от села. Его уникальность в том, что это единственный лесной массив с доминированием лиственницы на Салаирском кряже в пределах Новосибирской области.[6]